# Achille Mario Dogliotti
Achille Mario Dogliotti (* 25. September 1897 in Turin; † 2. Juni 1966 ebenda) war ein italienischer Arzt und ein Pionier der Herzchirurgie. Er führte im August 1951 weltweit zum ersten Mal eine Herzoperation mit einem artifiziellen extrakorporalen Kreislauf durch.

## Leben und Wirken
Achille Dogliotti wurde in Turin als Sohn des Arztes und späteren Bürgermeisters von Alba Luigi Dogliotti geboren. Sein Vater starb schon in jungen Jahren am 26. April 1914. Seine Mutter war Clotilde Ferrara Bardile. Dogliotti besuchte bis zum Abitur das Liceo Classico Govone di Alba. Sein jüngerer Bruder Giulio Cesare (1906–1976) war ebenfalls Arzt und Hochschullehrer in der Medizin. Er war entschlossen, in die Fußstapfen seines Vaters zu treten und schrieb sich im Jahre 1914 an der medizinischen Fakultät der Universität Turin ein. Mit dem Eintritt Italiens in den Ersten Weltkrieg war er unter den ersten Kriegsfreiwilligen. Zunächst als Sergeant in einem Sanitätsbataillon, dann als Offizier und Arzt tätig. Er erhielt zwei Kriegsorden. Nach dem Kriege nahm er sein Medizinstudium wieder auf, was er im Jahre 1920 mit einer Dissertation über postpartale Komplikationen mit nachfolgender Splenektomie abschloss. Hiernach praktizierte es als Arzt am Institut für Chirurgische Pathologie der Universität Turin, das zu dieser Zeit unter der Leitung von Ottorino Uffreduzzi (1881–1943) stand.
Dogliotti war einer der Pioniere der Herzchirurgie in Italien. Er gründete in Turin ein später nach Alfred Blalock benanntes Herzchirurgiezentrum und half dabei, die Anwendung der künstlichen Herzlungenmaschine für den extrakorporalen Kreislauf zu perfektionieren; er war einer der Ersten weltweit, der diese Technik einsetzte. Auch mit kontrollierter Hypothermie und anderen innovativen Techniken der Herzchirurgie hatte er sich beschäftigt. Es war am 9. August 1951 als ein 49-jähriger Patient von Dogliotti und Aldo Costantini in Turin sich einer Operation eines Mediastinaltumors unterzog. Dogliottis schon präoperativ vorbereitete Herz-Lungen-Maschine bestand aus einem Rollerpumpensystem und einem Oxygenator, der nach dem Gasdispersionsprinzip arbeitete. Während der Präparation des großen Mediastinaltumors wurde der Kreislauf des Patients infolge der chirurgisch notwendigen Kompression der Hohlvenen und des rechten Herzens extern aufrechterhalten. Mit Beginn der zwanzig Minuten dauernden extrakorporalen Zirkulation erhielten sich der Blutdruck und ein ausreichender Gasaustausch. Der Tumor wurde mit dieser temporären Kreislaufunterstützung zum größtenteils reseziert.
Dogliotti leistete auch wichtige Beiträge im Bereich der Transfusionsmedizin, Anästhesie, der Bauchchirurgie und der Behandlung von Tumoren. Etwa Mitte der 1920er Jahre beschäftigte er sich mit der durch Fidel Pagés publizierten Methode der Anestesia metamérica oder Periduralanästhesie zur Betäubung des Lumbalbereichs für Bauchoperationen, die er als Technik der „segmentären Periduralanästhesie“ 1931 etablierte.
Zu seinen zahlreichen Veröffentlichungen gehörten auch Themen aus der Anästhesiologie, in Zusammenarbeit mit Enrico Ciocatto. Ebenso Arbeiten zu Operationstechnik mit Ottorino Uffreduzzi.
Ab 1938 war er Universitätsprofessor, zunächst für Pathologie an den Universitäten von Modena und Reggio Emilia, dann an der chirurgischen Klinik in Catania und ab 1943 in Turin.
Ein wichtiger Schüler war Edmondo Malan (1910–1978).
Er förderte die Blutspende und war einer der Förderer des italienischen Verbandes für Blutspenden (Federazione italiana associazioni donatori di sangue (FIDAS)).
Dogliotti wurde auf dem Friedhof von Turin begraben.

## Publikationen (Auswahl)
- Eine neue Methode zur regionären Anästhesie. In: Zentralblatt für Chirurgie. Band 58, 1931, S. 3141 ff.
- mit A. Constantini: Primo caso di applicazione all’uomo di un apparecchio di circulazione sanguigna extracorporea. In: Minerva Chirurgica. Band 6, 1951, S. 657–659.
- mit G. Del Poli und L. Caldarola: A cardiopulmonary machine for extracorporeal circulation of blood. In: Journal of the International College of Surgeons. Band 22, 1954, S. 107–114.
- Die Chirurgie der Mitralklappenfehler. J. R. Geigy SA, Basel 1956.